# کد بانکی
کد بانکی (به انگلیسی: Bank code) کدی است که توسط بانک مرکزی، شخص ناظر بانک یا انجمن بانک‌داران یک کشور به تمامی بانکها و مؤسسات مالی ثبت شده در آن کشور اختصاص داده می‌شود. قوانین کلی و شیوۀ نام‌گذاری کد بانکی در بین کشورهای مختلف تا حد زیادی متفاوت است. در بعضی کشورها کدهای بانکی را می‌توان از طریق اینترنت مشاهده کرد، ولی عموماً در زبان محلی.

## اروپا

### آلمان، اتریش و سوئیس
کد بانکی (به آلمانی: Bankleitzahl)، مخفف: BLZ یک شمارهٔ شناسایی برای به وضوح مشخص کردن هویت مؤسسات مالی از نوع بانک در کشورهای آلمان و اتریش است. این کد در کشور آلمان از هشت رقم تشکیل شده و در اتریش از پنج رقم.
این کد در آلمان از سال ۱۹۷۰ مورد استفاده قرار می‌گیرد و به صورت همزمان شمارهٔ حساب بانک مورد نظر نزد بانک مرکزی کشور آلمان به حساب می‌آید.
در سوئیس و لیختن اشتاین شماره بی‌سی (به آلمانی: (BC-Nummer (Bankclearing-Nummer) همین کاربرد را دارد.
این شماره در مبادلات مالی بسیار زیادی به صورت روزمره مورد استفاده قرار می‌گیرد. به طور مثال برای حواله کردن وجهی از یک حساب بانکی به یک حساب بانکی دیگر باید حتماً کد شناسایی بانک مقصد را دانست.

### فرانسه
کد بانکی در فرانسه در واقع پنج رقم اول شماره حساب شخصی می‌باشد که در زبان فرانسوی: Code Banque نامیده می‌شود.

### اسپانیا
در اسپانیا شمارهٔ بانکی قسمتی از شمارهٔ حساب می‌باشد.

### بریتانیا
در بریتانیا این عدد را کد مرتب‌سازی (به انگلیسی: Sort Code) می‌نامند که یک عدد شش رقمی است.

## دیگر کشورها

### آمریکا
این کد در ایالات متحده Routing Transit Number (به اختصار RTN یا ABA) نامیده می‌شود